# Квинт Цецилий Метел Пий
Вижте пояснителната страница за други личности с името Квинт Цецилий Метел.
Квинт Цецилий Метел Пий (на латински: Quintus Caecilius Metellus Pius; † 64 пр.н.е. / 63 пр.н.е.) е римски политик и генерал от 1 век пр.н.е.

## Произход и кариера
Метел Пий е единствен син на Квинт Цецилий Метел Нумидийски, при когото е на служба през 108 пр.н.е. в Африка. Името си Пий (в превод – изпълняващ „задълженията“) получава през 99 г. пр.н.е., когато се застъпва за освобождението на баща си от заточение.
През 89 пр.н.е. е претор, след това промагистрат с военно командване, първо в Самниум. Когато Сула е на изток и Популари вземат властта в Рим, се оттегля в Северна Африка, после в Лигурия, откъдето отива през 83 г. пр.н.е. в Кампания, за да се включи към върналия се в Италия Сула.
През Гражданската война е един от най-важните военачалници на Сула и разбива през 82 г. пр.н.е. до Фаенца в Горна Италия Гней Папирий Карбон и Гай Норбан. Сула го издига затова за Понтифекс Максимус, след като от 97 г. пр.н.е. вече е Понтифекс.
За 80 г. пр.н.е. е консул заедно със Сула, след това е изпратен като проконсул в испанските провинции. Следващите осем години е на Иберийския полуостров и води дълго безуспешно война против бунтовника Квинт Серторий, до 77 г., когато в помощ му е изпратен Помпей. Двамата спират войната едва през 71 г. пр.н.е. и са чествани за победите им в Испания с триумф. Пий печели с похода си против Серторий респекта на римските военни историци, особено на Фронтин, който в книгата си Stratagemata често сочи неговите дела.
Метел Пий умира около 63 г. пр.н.е. Неговият осиновен син е Квинт Цецилий Метел Пий Сципион, който през 52 пр.н.е. става консул.